# Fédération d'Arabie saoudite de football
La Fédération d'Arabie saoudite de football (Saudi Arabian Football Federation (en) SAFF) est une association regroupant les clubs de football d'Arabie saoudite et organisant les compétitions nationales et les matchs internationaux de la sélection d'Arabie saoudite.

## Histoire
La fédération nationale d'Arabie saoudite est fondée en 1956. Elle est affiliée à la FIFA depuis 1956 et est membre de l'AFC depuis 1959 également.
En 1995, la SAFF augmente les volumes de transferts autorisés par clubs et le potentiel de revenus associés, et assouplit les contraintes contractuelles légales des joueurs. Ces mesures visent principalement à internationaliser le football saoudien qui autorise la présence de joueurs étrangers dans ses clubs depuis 1994.
En janvier 2011, le prince Nawaf Bin Faisal est nommé à la présidence de la fédération, succédant au prince Muhammad bin Fahd.
En novembre 2015, la SAFF refuse de laisser l'équipe nationale d'Arabie saoudite se rendre en Cisjordanie pour jouer contre la Palestine, craignant pour la sécurité de ses joueurs sur des terres contrôlées par l'état d'Israël. À la suite d'une série de rebondissements géopolitiques, le match est finalement joué à Amman le 9 novembre.
En mars 2016, les fédérations de football d'Arabie saoudite et d'Iran se mettent d'accord pour disputer « en terrain neutre » les matchs qui les opposent dans le cadre de la Ligue des champions de l'AFC 2016.
En avril 2016, en vue de faire respecter les règles de l'Islam, la SAFF interdit les coupes de cheveux fantaisistes et/ou décalées sur les stades. Quelques jours avant l'annonce de cette interdiction, 3 joueurs ont fait l'objet d'une exclusion du terrain en raison de leurs crêtes et cheveux ras. En 2012, le gardien de but saoudien Waleed Abdullah s'était fait couper les cheveux par l'arbitre sur le terrain lors du match opposant le Al-Shabab Riyad et le Najran Sport Club,.
En février 2017, la fédération recrute l'arbitre anglais Mark Clattenburg pour diriger les arbitres de la SAFF.
En juin 2017, la SAFF a formulé des excuses publiques à la suite du non-respect de la part des joueurs de l'équipe nationale d'Arabie saoudite de la minute de silence en hommage aux victimes de l'attentat du 3 juin 2017 à Londres réalisée avant le coup d'envoi du match de qualification contre l'Australie. Le même mois, elle annonce que le quota de joueurs internationaux autorisés dans les clubs saoudiens passe de 4 à 6 joueurs étrangers par équipe. La fédération lève également l'interdiction aux gardiens de but étrangers de jouer dans des clubs du pays, ce qui permet en juillet 2017 le transfert du gardien tunisien Farouk Ben Mustapha au Al-Shabab Riyad.
En juillet 2019, la SAFF a embauché le technicien français Hervé Renard comme nouveau sélectionneur des Faucons.
Le 22 juillet 2021, Croate Romeo Jozak a été nommé par la SAFF en tant que directeur technique.

Ancien logo jusqu'en 2017
Logo actuel depuis 2017

## Personnalités

### Présidence
- Président : Ahmad Al Harbi
- Vice-président : Mohammed Al Nowaiser
- Secrétaire général : Ahmed Alkhamis

### Conseillers techniques
- Bart De Roover (depuis août 2016)[14]
- Abdelmajid Chetali (depuis mars 2007)[15]